# Campionati europei di slittino 1977
I Campionati europei di slittino 1977 sono stati la 24ª edizione della competizione.
Si sono svolti a Schönau am Königssee, in Germania dell'Ovest.

## Medagliere
| Pos.   | Nazione        | Oro | Argento | Bronzo | Totale |
| ------ | -------------- | --- | ------- | ------ | ------ |
| 1      | Germania Ovest | 3   | 0       | 1      | 4      |
| 2      | Germania Est   | 0   | 3       | 0      | 3      |
| 3      | Italia         | 0   | 0       | 1      | 1      |
| 3      | Austria        | 0   | 0       | 1      | 1      |
| Totale | Totale         | 3   | 3       | 3      | 9      |

## Podi
| Evento            | Oro                             | Argento                | Bronzo                              |
| Singolo Maschile  | Anton Winkler                   | Hans Rinn              | Karl Brunner                        |
| Singolo Femminile | Elisabeth Demleitner            | Margit Schumann        | Margit Graf                         |
| Doppio            | Hans Brandner Balthasar Schwarm | Hans Rinn Norbert Hahn | Stefan Hölzlwimmer Rudolf Grosswang |